# Urse d'Abetot
Urse d'Abetot (c. 1040 - 1108), primeiro barão feudal de Salwarpe em Worcestershire, era um normando que seguiu o rei Guilherme, o conquistador, até a Inglaterra e serviu como xerife de Worcestershire em cerca de 1069. Pouco se sabe sobre suas origens. Embora o senhor feudal de Urse na Normandia estivesse presente na Batalha de Hastings em 1066, não há evidências de que o próprio Urse tenha participado da invasão.
Urse construiu a forma mais antiga do Castelo de Worcester em Worcester, que invadiu o cemitério da catedral, ganhando uma maldição do arcebispo de York. Urse ajudou a reprimir uma rebelião contra o rei Guilherme I em 1075 e brigou com a Igreja em seu condado pela jurisdição dos xerifes. Ele continuou a serviço dos filhos de William após a morte do rei e foi nomeado policial sob William II e marechal sob Henry I. Urse era conhecido por sua capacidade de aquisição e, durante o reinado de William II, foi considerado perdendo apenas para Ranulf Flambard, outro oficial real, em sua rapidez. O filho de Urse o sucedeu como xerife, mas foi posteriormente exilado, perdendo assim o cargo. Através de sua filha, Urse é um ancestral da família Beauchamp, que acabou se tornando Condes de Warwick.

## Contexto

### Conquista normanda da Inglaterra

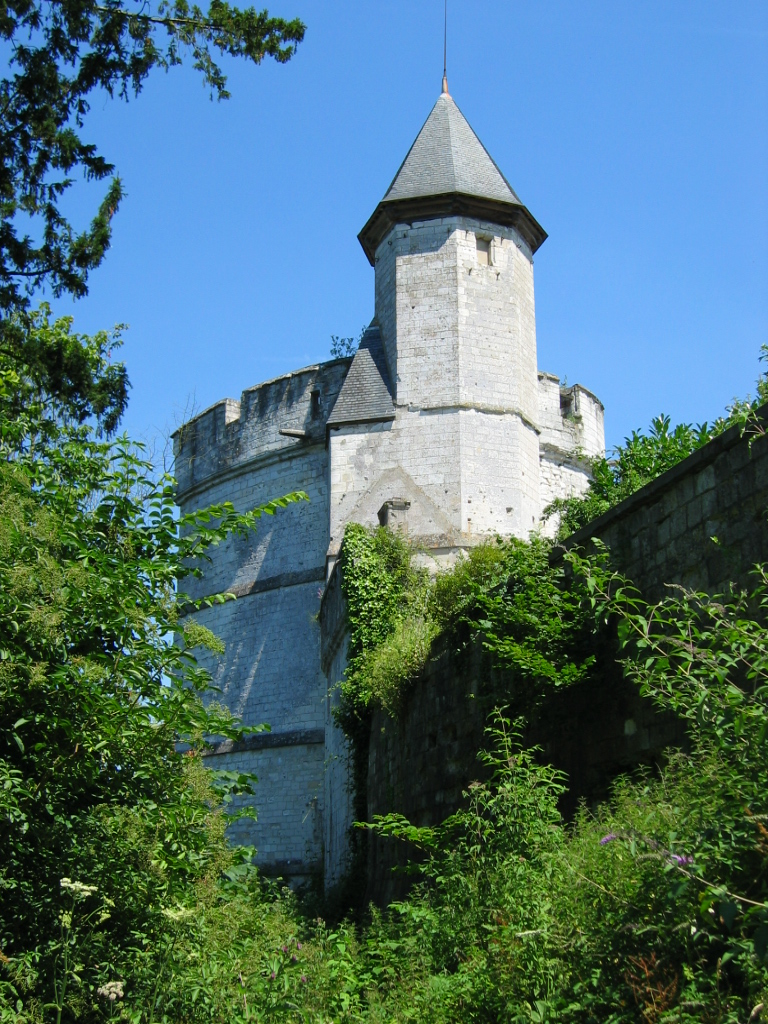
O Castelo de Tancarville, na Normandia. Urse era um inquilino dos senhores de Tancarville.

Em 5 de janeiro de 1066, Eduardo, o Confessor, rei da Inglaterra, morreu. A falta de filhos de Edward significava que não havia um sucessor claro e legítimo, levando eventualmente a uma disputa por sucessão. Alguns escritores medievais afirmam que, pouco antes da morte de Edward, ele nomeou seu cunhado, Harold Godwinson, conde de Wessex, como seu herdeiro. Outros afirmam que Edward prometeu o trono a seu primo, William, duque da Normandia, um poderoso governante autônomo no norte da França. Harold, o mais poderoso nobre inglês, tomou a iniciativa e foi coroado rei em 6 de janeiro. William, sem a proximidade de Harold dos centros do governo real inglês, reuniu tropas e preparou uma frota de invasão. Ele invadiu a Inglaterra em outubro e, posteriormente, derrotou e matou Harold na Batalha de Hastings em 14 de outubro de 1066. William foi coroado no dia de Natal em Westminster, tornando-se William I.
Entre sua coroação e 1071, William consolidou seu domínio sobre a Inglaterra, derrotando várias rebeliões que surgiram particularmente no norte e oeste do país. Imediatamente após Hastings, apenas os nobres ingleses que lutaram na batalha perderam suas terras, que foram distribuídas aos normandos e outros do continente que haviam apoiado a invasão de William. As rebeliões dos anos 1068 a 1071 levaram a novos confiscos de terras inglesas, novamente distribuídos aos seguidores continentais de William. Em 1086, quando William ordenou a compilação do Domesday Book para registrar proprietários de terras na Inglaterra, a maior parte da nobreza inglesa nativa havia sido substituída por Norman e outros nobres continentais.

## Família e início da vida
Urse veio de uma família indistinta, e fez o seu caminho na reputação militar. Ele provavelmente nasceu em cerca de 1040, mas a data exata é desconhecida. Ele era de St. Jean d'Abbetot, na Normandia, onde sua família possuía terras, e onde ele próprio era inquilino dos senhores de Tancarville. Outros inquilinos dos senhores de Tancarville incluíam Robert d'Abetot e sua esposa Lesza, que possuíam terras próximas a St Jean d'Abbetot no início do século XII; apesar do nome, não é certo que Robert d'Abetot tenha relação com Urse. Urse tinha um irmão geralmente chamado Robert Despenser, às vezes conhecido como Robert fitz Thurstin, que também se tornou um oficial da realeza. A historiadora Emma Mason sugeriu que Urse pode ter sido um apelido e não um nome, talvez dado por conta de seu temperamento tenaz. O sobrenome usual de Urse deriva de sua vila ancestral na Normandia. O sobrenome usual de Despenser de seu irmão deriva de seu escritório, o de dispenser, na casa real.
Ralph, o senhor de Tancarville durante o reinado do rei Guilherme I da Inglaterra e o senhor de Urse na Normandia, lutou na Batalha de Hastings, mas não há evidências de que o próprio Urse estivesse presente. Ele provavelmente é a mesma pessoa que a "Urse d'Abetot" que foi testemunha de uma carta de William antes da invasão da Inglaterra. O historiador Lewis Loyd refere-se a Urse como "na origem um homem sem importância que fez o seu caminho como um soldado da fortuna".

## Serviço a William I

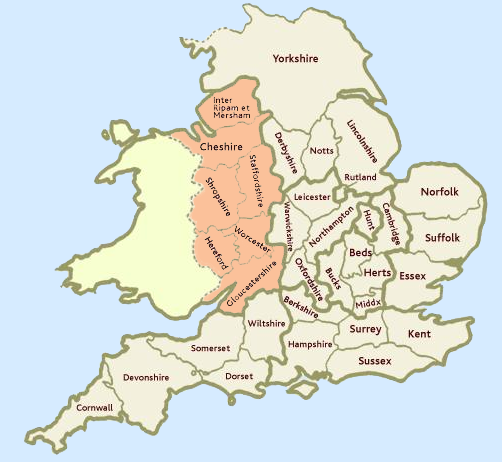
Mapa mostrando os condados em torno de Worcestershire, todos na parte ocidental da Inglaterra, próximo ao País de Gales. Os municípios destacados estavam no mesmo circuito Domesday Book com Worcestershire.

### Xerife de Worcester
Urse chegou à Inglaterra depois de Hastings, mas não se sabe se seu irmão Robert chegou com ele ou separadamente. Urse foi nomeado xerife de Worcestershire algum tempo após a conquista normanda da Inglaterra, provavelmente em cerca de 1069, parte da substituição por atacado de oficiais da realeza inglesa por Norman e outros imigrantes que ocorreram no início do reinado de William. Como xerife, Urse era responsável por coletar impostos e enviá-los ao tesouro e tinha o poder de criar exércitos se a rebelião ou invasão ameaçasse. O xerife presidia a corte do condado e era responsável pelos pagamentos anuais do condado ao rei. Durante o reinado de Guilherme, o Conquistador, e de seus filhos, o cargo de xerife era poderoso, pois não compartilhava poder com nenhum outro oficial do condado, a menos que houvesse um conde no controle geral. Por causa de seu controle dos tribunais às centenas – que eram subdivisões do condado – os xerifes tiveram oportunidades de patrocínio e também tiveram uma grande participação em quem se tornou membro dos cem e júris da corte. A morte de Edwin, conde de Mércia, que detinha o poder em Worcestershire até sua morte em 1071 durante uma rebelião contra William, permitiu a Urse acumular mais autoridade em Worcestershire, já que Edwin foi o último conde de Mércia.
Urse também supervisionou a construção de um novo castelo na cidade de Worcester, embora nada mais permaneça no castelo. O castelo de Worcester estava em vigor em 1069, seu pátio externo construído em terreno que anteriormente fora o cemitério dos monges do capítulo da catedral de Worcester. O motte do castelo dava para o rio, ao sul da catedral. Embora Urse tivesse o controle do castelo após sua construção, em 1088 ele o havia perdido para os bispos de Worcester.
Em 1075, três condes se rebelaram, por razões desconhecidas, e procuraram ajuda do rei da Dinamarca, Sweyn II Estridsson, que tinha uma reivindicação distante do trono inglês. Entre os rebeldes estava Roger de Breteuil, o conde de Hereford, cujas terras eram vizinhas às de Urse. Junto com o bispo Wulfstan de Worcester, o abade Æthelwig de Evesham e Walter de Lacy, Urse impediu que Breteuil atravessasse o rio Severn. As ações de Urse impediram que os rebeldes assumissem o controle do vale Severn e se unissem aos outros rebeldes ingleses, Waltheof, o conde da Nortúmbria, e Ralph de Gael, o conde de Norfolk. Urse e os magnatas que lutavam ao lado dele, além do desejo óbvio de reprimir a rebelião, tinham interesse em derrotar De Breteuil, pois ele era o senhor mais poderoso da região. De Breteuil foi pego, julgado e preso por toda a vida, aumentando o poder de seus rivais.
Urse, junto com seus contemporâneos, se beneficiou do poder crescente exercido pelos xerifes. Embora oficiais da realeza, inclusive os xerifes, estivessem se apropriando de terras eclesiásticas desde o final do século X, nos anos imediatos após a conquista da Normandia, os clérigos reclamaram do aumento da quantidade de terras confiscadas pelos xerifes. Urse recebeu sua parte de reclamações, mas ele fez parte de uma tendência mais ampla nos primeiros anos do reinado de Guilherme I. A apropriação de terras levou a um aumento no registro de direitos e posses, não apenas pelos clérigos, mas também por leigos, culminando com o registro de todos os bens e direitos detidos pelo rei sobre eles no Domesday Survey de 1086. Esse comportamento não se limitou aos xerifes, pois outros nobres também foram acusados nas crônicas contemporâneas de apropriar terras de igrejas e de ingleses nativos.

### Disputas com Wulfstan e Ealdred
Durante o reinado de Guilherme I, Urse se envolveu em uma disputa com o bispo Wulfstan sobre os direitos do xerife nas terras da diocese. Na época do Domesday Book, em 1086, os poderes de Urse como xerife haviam sido excluídos do Oswaldslaw, a área de Worcestershire controlada pelos bispos de Worcester. O Domesday Book registra que o Oswaldslaw era considerado uma imunidade, isento de ações judiciais por oficiais da realeza. Urse reclamou que essa imunidade reduziu sua renda, mas isso não afetou o resultado de sua disputa com o Wulfstan, que prevaleceu. Embora o Wulfstan alegasse que a imunidade datava de antes da Conquista, na verdade devia sua existência à capacidade do bispo de preencher a corte do condado com seus apoiadores e, assim, influenciar as conclusões da corte.
Urse também estava envolvido em uma disputa entre o Wulfstan e a Abadia de Evesham sobre terras em Worcestershire, pois, após a conquista, Urse adquiriu as terras de Azur, parente de um antigo bispo de Worcester, Beorhtheah. Azur havia originalmente arrendado as terras da diocese, mas depois que Urse confiscou as terras, o xerife não devolveu as terras ao bispo e as guardou para si. O monge de Worcester, Hemming, registrou a perda das terras para Urse no Cartulary de Hemming, um cartular escrito por volta de 1095 registrando terras e cartas pertencentes à diocese de Worcester. O Cartular de Hemmings menciona não apenas as terras de Azur, mas outras em Acton Beauchamp, Clopton e Redmarley, tiradas da diocese de Worcester por Urse. Após a morte do abade Æthelwig, Urse também adquiriu terras que Æthelwig havia tomado por meios menos que legais, quando o meio-irmão de William I, Odo de Bayeux, o bispo de Bayeux, presidiu a ação movida para determinar a propriedade das terras. Odo deu uma série de propriedades disputadas a Urse durante o curso do processo.
O cronista do século XII, William of Malmesbury, registra como, logo após Urse ter sido nomeado xerife, ele construiu um castelo que invadiu o cemitério do capítulo da catedral da Catedral de Worcester. Ealdred, o arcebispo de York, pronunciou uma maldição rimada sobre Urse, declarando "Tu és chamado Urse. Que você tenha a maldição de Deus." Ealdred havia sido bispo de Worcester antes de se tornar arcebispo, e ainda mantinha interesse na diocese. Gerald do País de Gales, escritor do final do século XII e início do século XIII, escreveu que o Wulfstan proferiu a maldição depois que Urse tentou que o Wulfstan fosse deposto como bispo. Gerald continua relatando que o Wulfstan declarou que só entregaria sua equipe episcopal ao rei que a havia concedido, o antecessor de Guilherme I, Eduardo, o Confessor. Gerard então relata que o Wulfstan começou a realizar um milagre no túmulo de Eduardo, um milagre tão impressionante que o rei Guilherme confirmou o Wulfstan em seu episcopado. Embora Urse não tenha conseguido remover o Wulfstan, e embora certamente haja adornos adicionados à história de Gerald, é claro que Urse e Wulfstan eram as principais potências em Worcestershire e, portanto, eram grandes rivais.
A maldição do arcebispo não teve efeito discernível, nem na carreira de Urse nem no castelo. Outros cronistas registram que Urse roubou terras monásticas, incluindo algumas da Abadia de Evesham. Urse ganhou uma reputação de ganância e avareza, especialmente no que diz respeito às terras da igreja. O Priorado de Great Malvern, no entanto, o reivindicou como fundador em um documento do século XIV.

### Terras do Domesday
O Livro Domesday de 1086 registra que, embora a maioria das terras de Urse estivesse em Worcestershire, ele também possuía terras em Warwickshire, Herefordshire e Gloucestershire. Ele ocupou Salwarpe em Worcestershire, o caput de seu barônico feudal, de Roger de Montgomery, conde de Shrewsbury e conde de Arundel. Suas terras em Warwickshire eram mantidas diretamente pelo rei, como inquilino-chefe, enquanto outras eram mantidas como arrendatárias de outras pessoas que tinham suas terras diretamente do rei. As terras de Urse em Herefordshire também eram mantidas como uma mistura de inquilino-chefe e sub-inquilino, como também ocorreu em Gloucester. Das terras que Urse possuía em Worcestershire, ele as mantinha diretamente do rei e do bispo de Worcester. Domesday também registra que a receita pela qual Urse era responsável por xerife era de 128 libras esterlinas e quatro xelins de Worcestershire. Esse era apenas o valor devido pelas propriedades reais em Worcester, já que Urse também era responsável por pagamentos de US$ 23 e 5 xelins pelas terras reais no distrito de Worcester, US$ 17 em lucros no condado e cem cortes com um adicional de US$ 16 ou um falcão de caça, especificamente um "falcão da Noruega"; também devido pelos tribunais. Urse também teve que pagar à rainha £5 mais £1 adicional por um "cavalo sumpter". Todos esses pagamentos foram garantidos por Urse, que precisou compensar qualquer déficit.
Domesday deixa óbvio que Urse era o leigo mais poderoso de Worcester, e a única pessoa que podia contestar seu poder no condado era o bispo de Worcester. A luta pelo poder continuou no século XII, quando os descendentes de Urse ainda contestavam os bispos. Apenas um outro leigo é registrado como tendo um castelo em Worcestershire, em Domesday, e ele possuía muito menos terra que Urse.

## Serviço a Guilherme II e Henrique I

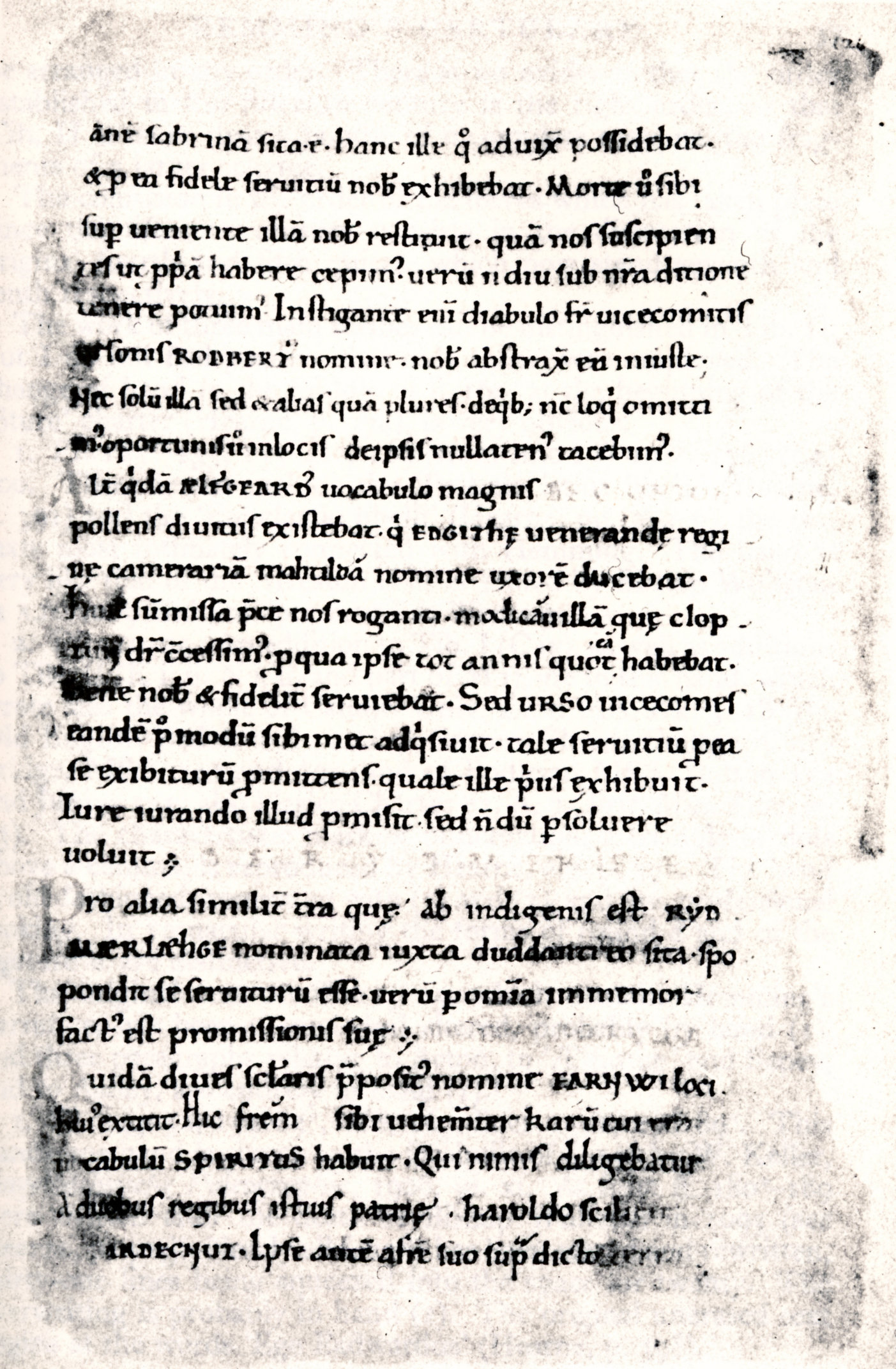
Uma página do Cartum de Hemming, um manuscrito do século XI, parte do qual detalha as extorsões de Urse da Catedral de Worcester

Após a morte do rei Guilherme I da Inglaterra, Urse continuou a servir os filhos e sucessores de Guilherme, reis Guilherme II Rufus e Henrique I. Enquanto William I concedeu o ducado da Normandia a seu filho mais velho, Robert Curthose, a Inglaterra foi para o seu segundo filho sobrevivente, William Rufus. Henry (mais tarde Henry I), o filho mais novo, recebeu uma quantia em dinheiro. Em 1088, logo após William Rufus se tornar rei, Urse esteve presente no julgamento de William de St-Calais, bispo de Durham, e é mencionado em De Iniusta Vexacione Willelmi Episcopi Primi, um relato contemporâneo do julgamento. Durante o reinado de Guilherme I, Urse havia servido ao rei principalmente como oficial regional, mas durante o reinado de Guilherme II, Urse começou a assumir um papel mais amplo no reino como um todo. Urse tornou-se um policial na casa do rei para Guilherme II e Henrique I, e sob Guilherme II, ele ascendeu ao cargo de marechal.
Urse era assistente do principal ministro de Guilherme II, Ranulf Flambard, e freqüentemente atuava como juiz real. A historiadora Emma Mason argumenta que Urse, juntamente com Flambard, Robert Fitzhamon, Roger Bigod, Haimo, o dapifer ou seneschal, e Eudo, outro dapifer, foram os primeiros barões reconhecíveis do Tesouro. Durante sua ausência da Inglaterra, o rei dirigiu uma série de escritos a Urse, juntamente com Haimo, Eudo e Robert Bloet, ordenando que eles executassem as decisões de William lá. O historiador Francis West, que estudou o escritório da justiça, afirma que Haimo, Eudo e Urse, juntamente com Flambard, poderiam ser considerados os primeiros juízes ingleses.
As propriedades de Urse cresceram sob Guilherme II, parte como resultado da herança de algumas das terras de seu irmão, Robert Despenser, que morreu por volta de 1097. Mais tarde, Urse consolidou suas propriedades trocando algumas das terras de Robert em Lincolnshire com Robert de Lacy por outras mais próximas de sua base em Worcestershire. Urse d'Abetot ganhou e passou a seus herdeiros uma propriedade que mais tarde se tornou o Barônia de Salwarpe, Worcestershire.
Guilherme II morreu em um acidente de caça em 2 de agosto de 1100. Seu irmão mais novo, Henry, montou imediatamente em Winchester e ele próprio foi coroado rei antes que seu irmão mais velho, Robert Curthose, pudesse reivindicar o trono. Embora Urse não atestasse a carta que Henry emitiu depois que ele assumiu o trono, Urse estava na corte logo depois. Quando Robert Curthose invadiu a Inglaterra em 1101, na tentativa de assumir o trono inglês, Urse apoiou Henry. Urse estava presente na corte realizada em Winchester em 2 de agosto de 1101, quando um tratado de paz foi ratificado entre os irmãos. Durante o reinado de Henrique, o rei regrediu as terras de Urse para ele, com alguns deles agora concedidos como inquilino-chefe, quando Urse anteriormente mantinha essas terras como sub-inquilino, e não diretamente do rei. As terras de Urse em Salwarpe foram anteriormente mantidas por Roger de Montgomery, mas foram concedidas a Urse como inquilino direto do rei quando o filho de Roger, Robert de Belesme, foi proibido em 1102. Urse continuou a atestar muitas das cartas de Henrique até 1108, embora ele não usasse o título de "policial" nessas cartas.
Entre maio e julho de 1108, Henry dirigiu uma leitura a Urse e ao bispo de Worcester de Reading. O documento real ordenava que o xerife não convocasse o condado e cem tribunais para locais diferentes do habitual, nem que ele os convocasse em datas diferentes daquelas normais para tais tribunais. A partir disso, a historiadora Judith Green especula que Urse havia convocado esses tribunais em momentos incomuns e multado aqueles que não compareceram. O rei ordenou especificamente que esse procedimento fosse interrompido e depois detalhou os vários tribunais que julgariam quais tipos de casos e o tipo de procedimento que poderia ser usado em que tipo de caso.

## Morte e legado

Bear and Ragged Staff, tema heráldico exibido por Earls of Warwick, considerado uma descendência da família Beauchamp de Urse, tocando na palavra latina ursus, um urso

Urse morreu em algum momento em 1108. Pouco se sabe sobre sua esposa, Alice, cuja morte não é registrada. Urse foi sucedido como xerife por seu filho Roger d'Abetot, que foi exilado em cerca de 1110 e perdeu o cargo de xerife. O sucessor de Roger, Osbert d'Abetot, provavelmente era o irmão de Urse. Urse também teve uma filha, provavelmente chamada Emmeline, que se casou com Walter de Beauchamp. Walter conseguiu as terras de Urse após o exílio de Roger. Uma carta para a Abadia de Saint-Georges, Boscherville pode indicar que Urse teve um segundo filho, chamado Robert. Urse também pode ter tido outra filha, que se casou com Robert Marmion, pois algumas propriedades de Urse foram para a família de Marmion e outras para os Beauchamps.
Urse ganhou uma reputação de extorsão e exações financeiras. Durante o reinado de Guilherme II, ele foi considerado perdendo apenas para o ministro do rei Ranulf Flambard em sua rapidez. A primeira menção de suas exações está no Cartulary de Hemming. Mais detalhes foram dados pelos cronistas medievais William de Malmesbury e Gerald do País de Gales, ambos relatando a maldição de Ealdred. Suas exações também foram mencionadas no Domesday Book, onde uma entrada na pesquisa de Gloucestershire notou que ele oprimia tanto os habitantes de Sodbury que eles eram incapazes de pagar seus aluguéis habituais. Ele intimidou os monges do capítulo da catedral de Worcester a conceder-lhe um arrendamento de duas de suas propriedades, Greenhill e Eastbury. Urse era um membro de uma nova geração de oficiais da realeza, alguém que não se opunha ao poder real, mas o acolheu, pois ajudou sua própria posição.
Através de sua filha, ele é um ancestral da família Beauchamp do Elmley Castle em Worcestershire, cujo descendente, William de Beauchamp, se tornou conde de Warwick. É provável que o emblema da família Beauchamp, um urso, derive de seu relacionamento com Urse.